# Поспеловское сельское поселение
Поспе́ловское се́льское поселе́ние — сельское поселение в северо-западной части Николаевского района Ульяновской области.
Административный центр — село Поспеловка. Образовано объединением Поспеловского и Татарско-Сайманского сельсоветов.
Территория поселения граничит на западе — с Пензенской областью, на юго-западе — с Никулинским сельским, на юге — с Николаевским городским, на востоке — с Головинским сельским поселениями Николаевского района, на севере — с Барышским районом Ульяновской области.

## Население
| 2010  | 2012  | 2013  | 2014  | 2015  | 2016  | 2017  |
| ----- | ----- | ----- | ----- | ----- | ----- | ----- |
| 2286  | ↘2202 | ↘2133 | ↘2048 | ↘2005 | ↘1947 | ↘1881 |
| 2018  | 2019  | 2020  | 2021  |       |       |       |
| ↘1843 | ↘1782 | ↘1719 | ↗1721 |       |       |       |

Татары, чуваши, русские.

## Состав сельского поселения
В состав поселения входят 5 населённых пунктов — сёл.
| № | Населённый пункт | Тип населённого пункта       | Население | Примечание     |
| - | ---------------- | ---------------------------- | --------- | -------------- |
| 1 | Кочкарлей        | село                         | 106       | русские        |
| 2 | Поспеловка       | село, административный центр | 265       | русские        |
| 3 | Чувашский Сайман | село                         | 394       | чуваши, татары |
| 4 | Эзекеево         | село                         | 260       | чуваши         |
| 5 | Татарский Сайман | село                         | 1261      | татары         |